# Kwon Gi-pyo
Kwon Gi-pyo (kor. 권기표; * 26. Juni 1997 in Daegu) ist ein südkoreanischer Fußballspieler.

## Karriere
Kwon Gi-pyo erlernte das Fußballspielen in der Jugendmannschaft der Pohang Steelers und in der Universitätsmannschaft der Konkuk University. Seinen ersten Vertrag unterschrieb er 2018 bei seinen Jugendverein in Pohang. Der Verein aus Pohang spielte in der ersten Liga, der K League 1. In seinem ersten Profijahr kam er in der ersten Liga zweimal zum Einsatz. 2019 wurde er an den Zweitligisten Seoul E-Land FC nach Seoul ausgeliehen. Für Seoul absolvierte er 21 Zweitligaspiele. Die Saison 2020 spielte er ebenfalls auf Leihbasis beim Zweitligisten FC Anyang. Für den Klub aus Anyang stand er zehnmal auf dem Spielfeld. Nach seiner Rückkehr spielte er während der Saison 2021 insgesamt 11 Mal in der Liga sowie sieben Partien in der AFC Champions League. In beiden Wettbewerben erziele er jeweils einen Treffer für die Steelers.

### Nationalmannschaft
Im Januar 2015 bestritt der Verteidiger zwei Testspiele für die südkoreanische U-18-Nationalmannschaft.